# Zapora Prozerpiny

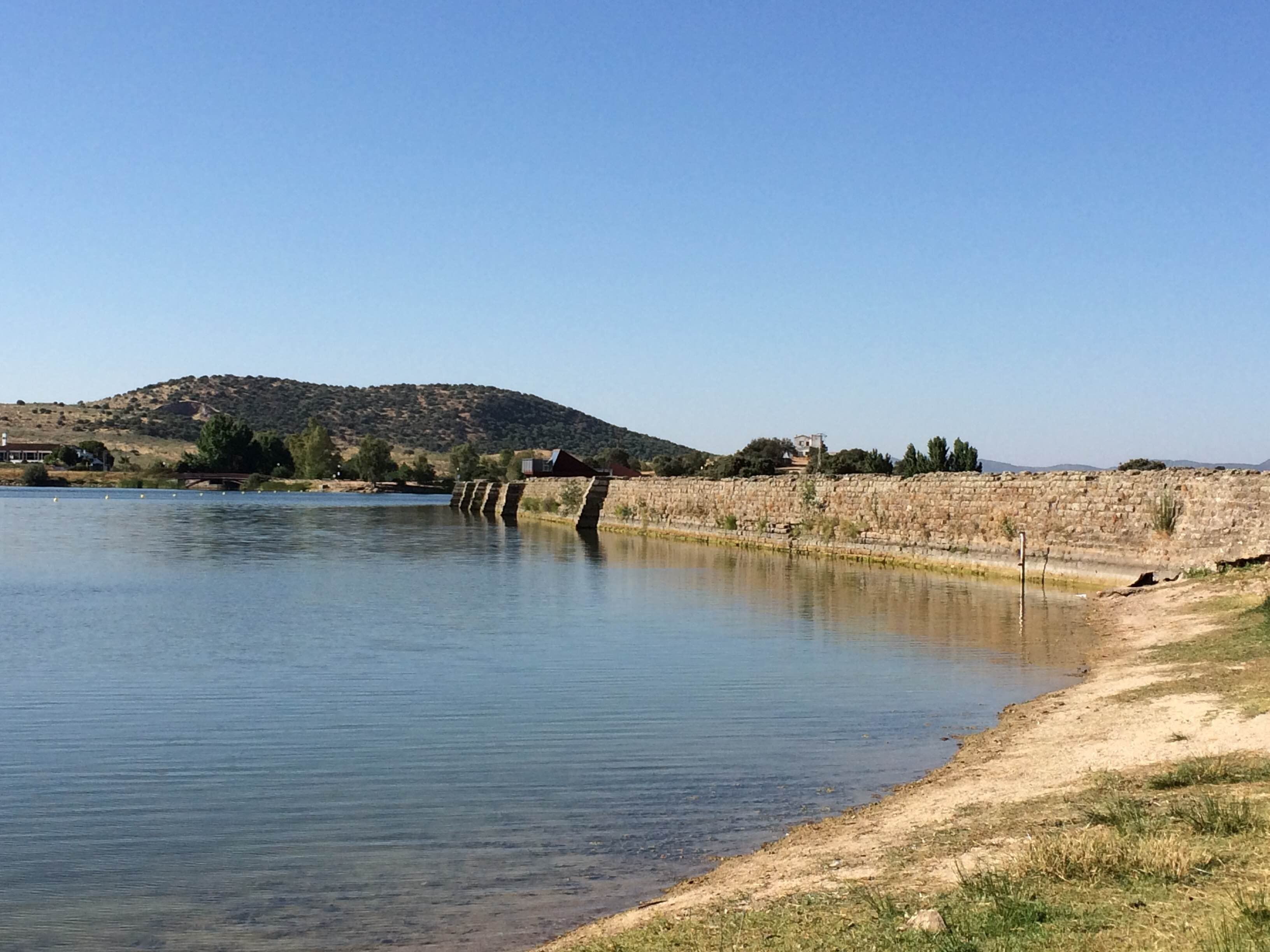
Zapora Prozerpiny (2015 r.)

Zapora Prozerpiny (hiszp. Presa de Proserpina) – pochodząca jeszcze z czasów rzymskich zapora wodna w Hiszpanii, dzięki której funkcjonuje zbiornik wodny Prozerpiny. Jedna z najstarszych ciągle funkcjonujących zapór na świecie. Wraz z nieodległą zaporą Cornalvo stanowi najważniejsze i najlepiej zachowane dzieło inżynierii wodnej okresu rzymskiego.

## Położenie
Znajduje się w prowincji Badajoz w Estremadurze, 5 km na północ od centrum miasta Mérida, ok. 2,5 km na zachód od autostrady A-66. Leży na granicy dzielnic Colonia de Proserpina i Cuarto de Albuera, Zbiornik Prozerpiny rozciąga się generalnie na wschód od muru zapory.

## Historia

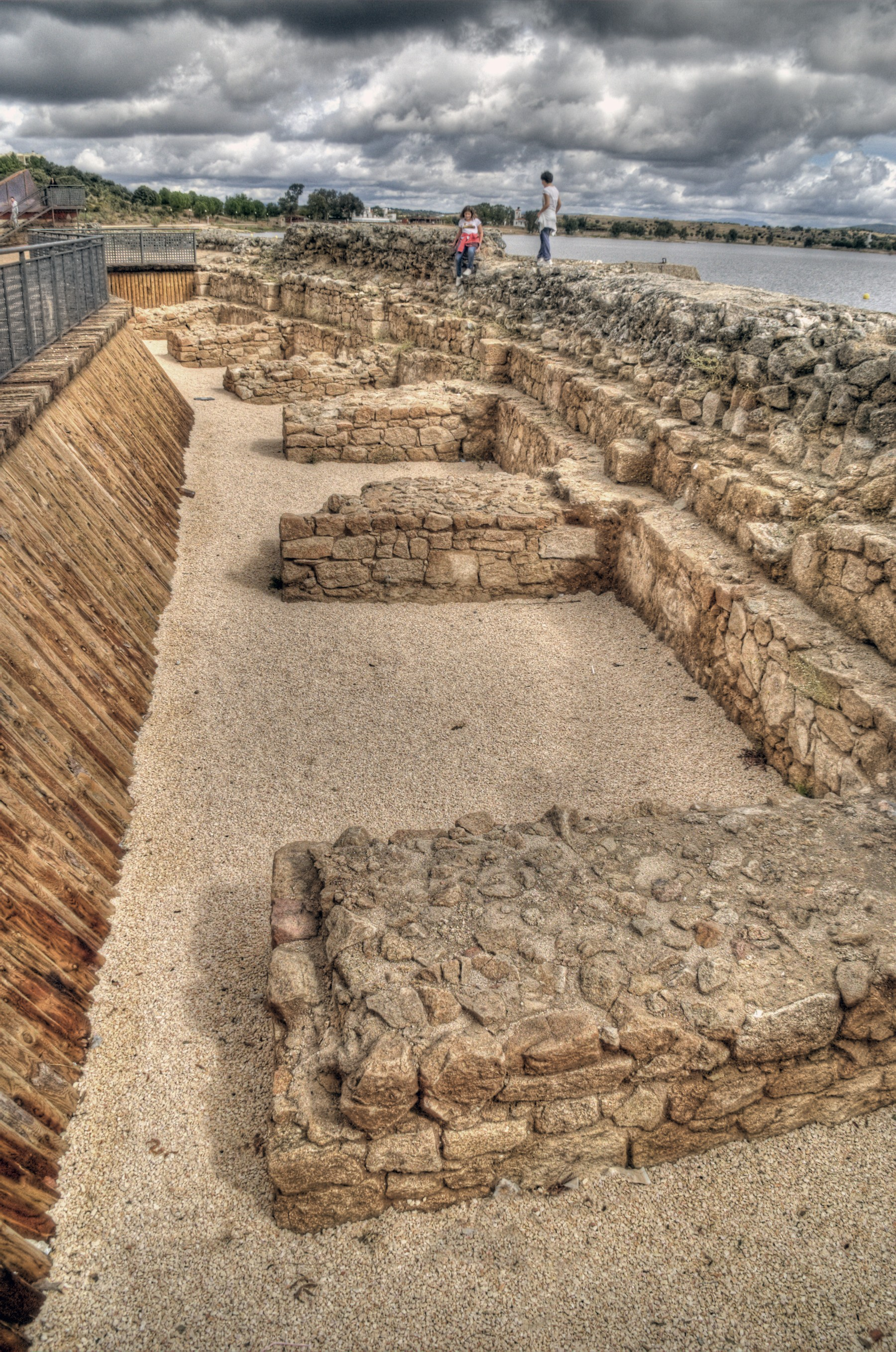
Odkryte przez archeologów szczegóły konstrukcji rzymskiej zapory

Budowę, której początek należy datować jeszcze na koniec I w. n.e., ukończono ok. 130 r. za panowania cesarza Hadriana. Celem budowy było utworzenie odpowiednio zasobnego zbiornika, który za pomocą wybudowanego również akweduktu (Akwedukt Los Milagros) zaopatrywał w wodę rzymską kolonię Augusta Emerita, istniejącą w miejscu dzisiejszego miasta Mérida.
Zapora była kilkakrotnie przebudowywana. Najważniejsze remonty wykonywane były w XVII w. (1617 r.) i XX w. (od 1942 r. do ostatniej dekady stulecia). Nadal prowadzone są różnego rodzaju prace zarówno na samej zaporze, jak i w otoczeniu akwenu.
Obecna nazwa zapory (podobnie jak i nazwa zbiornika wodnego) bierze się stąd, że w XVIII wieku odkryto w pobliżu rzymski nagrobek, na którym znajdowało się wezwanie do bogini Prozerpiny.

## Charakterystyka techniczna
Jest to zapora ciężka, grawitacyjna, z rdzeniem z rzymskiego betonu, obmurowanym murem z granitowych bloków od strony górnej wody i umocnionym nasypem ziemnym od strony odwodnej.

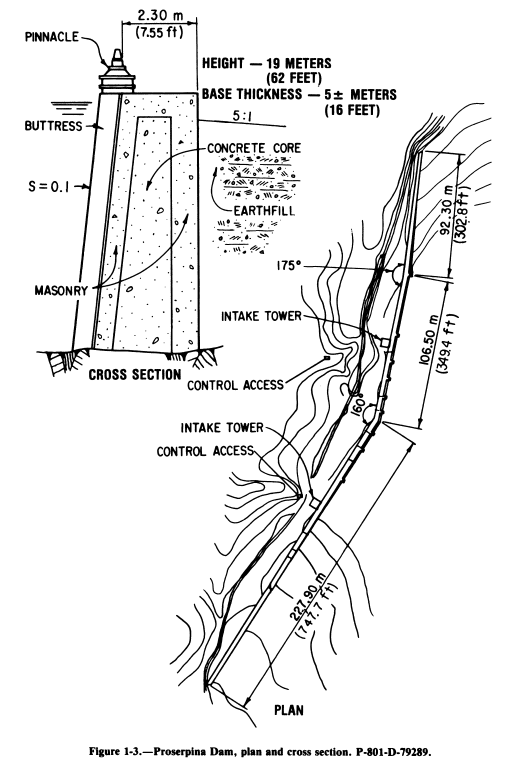
Przekrój i rzut zapory

maksymalna wysokość zapory wynosi 21,6 m, długość korony 427 m (trzy sekcje pod niewielkimi kątami 160 i 175 stopni, dł. 228, 106,5 i 92,5 m). Szerokość muru zapory u podstawy wynosi ok. 5 m, w koronie 2,3 m.
Zapora Prozerpiny, a także położona niedaleko zapora Cornalvo, są wraz z przyległymi zbiornikami wodnymi częścią zespołu archeologicznego, pod nazwą "Mérida" wpisanego na Listę Światowego Dziedzictwa UNESCO w 1993 roku.